# Rourea blanchetiana
Rourea blanchetiana là một loài thực vật có hoa trong họ Connaraceae. Loài này được August Progel miêu tả khoa học đầu tiên năm 1877 dưới danh pháp Eichleria blanchetiana. Năm 1934 João Geraldo Kuhlmann chuyển nó sang chi Rourea.

## Phân bố
Loài này có tại đông bắc Brasil (bang Bahia).